# Probythinella
Probythinella là một chi ốc nước ngọt rất nhỏ, động vật thân mềm chân bụng trong họ Hydrobiidae.

## Các loài
Các loài trong chi Probythinella gồm có:
- Probythinella protera Pilsbry, 1953[2]